# Kytlice
Kytlice település Csehországban, Děčíni járásban. Kytlice Prysk, Polevsko, Svor, Chřibská, Jiřetín pod Jedlovou, Česká Kamenice és Rybniště településekkel határos. Lakosainak száma 487 fő (2024. január 1.).

## Népesség
A település lakosságának változását az alábbi diagram mutatja:
| Lakosok száma | 2478 | 2912 | 2537 | 631  | 521  | 497  | 498  | 491  | 485  | 487  |
|               | 1869 | 1900 | 1921 | 1961 | 1980 | 2011 | 2016 | 2019 | 2021 | 2024 |